# Észak-ciprusi labdarúgó-válogatott
Az észak-ciprusi labdarúgó-válogatott (törökül: Kuzey Kıbrıs Millî Futbol Takımı) Észak-Ciprust, de facto országot képviseli az egyetemes labdarúgásban. Tagjai voltak a FIFA-hoz nem tartozó nemzetek új szövetségi testületének, annak 2013-as feloszlásáig. Észak-Ciprus hazai stadionja az észak-nicosiai Nicosia Atatürk Stadion, vezetőedzőjük pedig Fırat Canova. A FIFI Wild Cup bajnokai, miután 2006 júniusában megnyerték a németországi eseményt. Ők a jelenlegi ELF Kupa bajnokai is, miután 2006 novemberében hazai pályán megnyerték az eseményt.

## Nemzetközi mérkőzések listája
| Dátum | Helyszín     |              | Ellenfél         | Eredmény |                                           |
| ----- | ------------ | ------------ | ---------------- | -------- | ----------------------------------------- |
| 2018  | Anglia       | Észak-Ciprus | Kárpátalja       | 0 – 0    | 2018-as ConIFA labdarúgó-világbajnokság   |
| 2018  | Anglia       | Észak-Ciprus | Padánia          | 3 – 2    | 2018-as ConIFA labdarúgó-világbajnokság   |
| 2018  | Anglia       | Észak-Ciprus | Barawa           | 8 – 0    | 2018-as ConIFA labdarúgó-világbajnokság   |
| 2018  | Anglia       | Észak-Ciprus | Abházia          | 2 – 2    | 2018-as ConIFA labdarúgó-világbajnokság   |
| 2018  | Anglia       | Észak-Ciprus | Tibet            | 3 – 1    | 2018-as ConIFA labdarúgó-világbajnokság   |
| 2018  | Anglia       | Észak-Ciprus | Kárpátalja       | 1 – 1    | 2018-as ConIFA labdarúgó-világbajnokság   |
| 2017  | Észak-Ciprus | Észak-Ciprus | Padánia          | 1 – 1    | 2017-es ConIFA labdarúgó-Európa-bajnokság |
| 2017  | Észak-Ciprus | Észak-Ciprus | Székelyföld      | 2 – 1    | 2017-es ConIFA labdarúgó-Európa-bajnokság |
| 2017  | Észak-Ciprus | Észak-Ciprus | Abházia          | 0 – 0    | 2017-es ConIFA labdarúgó-Európa-bajnokság |
| 2017  | Észak-Ciprus | Észak-Ciprus | Dél-Oszétia      | 8 – 0    | 2017-es ConIFA labdarúgó-Európa-bajnokság |
| 2017  | Észak-Ciprus | Észak-Ciprus | Kárpátalja       | 1 – 0    | 2017-es ConIFA labdarúgó-Európa-bajnokság |
| 2016  | Abházia      | Észak-Ciprus | Padánia          | 2 – 0    | 2016-os ConIFA labdarúgó-világbajnokság   |
| 2016  | Abházia      | Észak-Ciprus | Abházia          | 0 – 2    | 2016-os ConIFA labdarúgó-világbajnokság   |
| 2016  | Abházia      | Észak-Ciprus | Raetia           | 7 – 0    | 2016-os ConIFA labdarúgó-világbajnokság   |
| 2016  | Abházia      | Észak-Ciprus | Padánia          | 2 – 1    | 2016-os ConIFA labdarúgó-világbajnokság   |
| 2012  | Irak         | Észak-Ciprus | Iraki Kurdisztán | 1 – 2    | 2012-es VIVA világbajnokság               |
| 2012  | Irak         | Észak-Ciprus | Zanzibár         | 2 – 0    | 2012-es VIVA világbajnokság               |
| 2012  | Irak         | Észak-Ciprus | Provence         | 1 – 2    | 2012-es VIVA világbajnokság               |
| 2012  | Irak         | Észak-Ciprus | Dárfúr           | 15 – 0   | 2012-es VIVA világbajnokság               |